# Limes & Napoleon
Limes & Napoleon ist ein Computerspiel des deutschen Spieleentwicklers Andreas Mettler aus dem Jahr 1989. Das Spiel wurde über die Firma EAS Software vertrieben. Limes & Napoleon wurde für den Commodore 64 entwickelt und für die Systeme Amiga und Atari ST konvertiert.

## Beschreibung
Das Spiel definiert sich als Duell zwischen zwei Robotern mit den Namen „Limes“ und „Napoleon“. In der Mitte des Spielfeldes befindet sich der „Glitstar“, ein animierter Stern, der in das gegnerische Tor befördert werden soll. Dieser kann über den Rüssel des Roboters aufgenommen und an der gewünschten Position auf dem Spielfeld wieder „ausgerüsselt“ werden. Jeder Roboter hat die Möglichkeit, sich zu einem Ball zu transformieren und den Gegner von den Füßen zu reißen.

## Systeme und Versionsunterschiede
Das Spiel wurde im Jahre 1989 für die Systeme Commodore 64, Amiga und Atari ST veröffentlicht. Als Entwickler der C64-Version zeichnete Andreas Mettler für die Programmierung, die Grafik und die Musik verantwortlich. Die Amiga- und Atari-Konvertierungen wurden von Markus Gietzen programmiert, die Grafiken wurden von Martin Mettel und Ihsan Topaloglu erstellt und die Musik wurde von Hans Hermann Franck komponiert. Die Grafiken der Amiga- und Atari-Versionen unterscheiden sich teilweise erheblich von denen der C64-Version; die 16bit-Versionen weisen auch Unterschiede im Aufbau der Szenarien auf. Das Spiel wurde 2005 in der Sammlung C64 Classix von Thomas Steiding auf CD-ROM erneut veröffentlicht.

## Besonderheiten und Technik

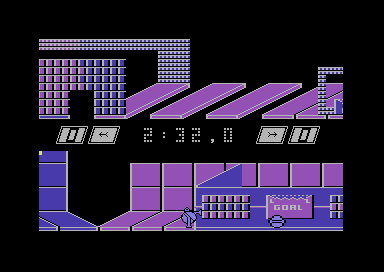
„Split-Screen“-Darstellung

Das Spiel setzt den Schwerpunkt auf das Duell im Zweispielermodus, kann aber auch gegen einen Computergegner alleine gespielt werden. Das Spiel wird im Split-Screen-Konzept dargestellt. Dabei werden die Aktionen beider Spielfiguren in einem voneinander unabhängigen Bereich des Sichtfeldes separat dargestellt. Beide Spielhälften scrollen unabhängig voneinander. Dies wurde durch den Einsatz des Commodore-64-spezifischen Rasterzeilen Interrupt realisiert.
Für das Spiel stehen zehn Szenarien zur Auswahl, die Akzente auf verschiedene Specials, wie Beschleuniger, Sperren, Torwechsler und Fahrstühle setzen. Alle Szenarien stehen schon zu Beginn des Spiels uneingeschränkt zur Verfügung. Im Zweispielermodus wählt jeder Spieler ein Szenario aus, im Einspielermodus hat der Spieler die Auswahl über beide Spielfelder. Jedes Szenario wird über drei Minuten gespielt. Sieger des Duells ist, wer die meisten Tore erzielt.